# Aquiles Porto-Alegre
Aquiles José Gomes Porto-Alegre (Rio Grande, 29 de março de 1848 — Porto Alegre, 21 de março de 1926) foi um escritor, jornalista, funcionário público e educador brasileiro.

## Biografia
Em Porto Alegre estudou no Colégio Gomes e na Escola Militar. Irmão de Apeles Porto-Alegre e Apolinário Porto-Alegre, fundou com eles a Sociedade Partenon Literário e, com Apolinário, fundou o Colégio Porto Alegre.
Exerceu diversas funções públicas: foi capitão, telegrafista, funcionário do Tesouro, inspetor escolar e professor.
Foi um dos precursores da crônica moderna na literatura gaúcha, publicando diversas obras sobre a cidade de Porto Alegre entre os anos de 1915 e 1925, que são uma importante fonte sobre a história local.
Jornalista, fundou e dirigiu o Jornal do Commercio (1884 a 1888), onde assinou diversas crônicas com o pseudônimo Carnioli, e de onde seu genro, Caldas Júnior, saiu para fundar o Correio do Povo. Também dirigiu o jornal A Notícia, 1896.
Em 25 de março de 1883 o Jornal do Commercio declarou não mais aceitar anúncios sobre fuga e negociação de escravos, sendo o primeiro jornal porto-alegrense defensor da libertação dos escravos.
Foi sócio fundador do Instituto Histórico e Geográfico do Rio Grande do Sul e da Academia Rio-Grandense de Letras. Seu nome batiza uma rua em Porto Alegre.

## Obras
- Homens ilustres do Rio Grande do Sul, 1916 (Online)
- Vultos e fatos do Rio Grande do Sul, 1919
- Através do passado (crônica e história), 1920
- Flores entre ruínas, 1920
- Noutros tempos (crônicas), 1922
- Noites de luar, 1923
- Palavras ao vento, 1925
- História Popular de Porto Alegre, 1940 (póstuma)